# H.O.T. CONCERT "FOREVER H.O.T."
《H.O.T. CONCERT "FOREVER H.O.T."》는 그룹 H.O.T.의 재결성 기념 콘서트 투어이다.

## 개요
2018년 8월 13일, H.O.T.의 다섯 멤버는 각각 자신의 V앱과 인스타그램을 통해 H.O.T. 단독 콘서트 티저 영상을 공개하였고 31일, 콘서트의 포스터와 예매 일정이 공개, 뒤이어 H.O.T.가 데뷔 22주년을 맞이한 9월 7일 일반 예매가 개시되었다. 17년간의 공백에도 불구하고 전석 매진을 기록할 만큼 호응이 좋아 13일 추가 좌석 예매가 개시되면서 H.O.T.는 2일간의 공연을 통해 10만명의 누적 관객을 동원하게 되었다.

## 투어 일정
| 일정             | 도시 | 국가     | 장소               | 관객 수        |
| ---------------- | ---- | -------- | ------------------ | -------------- |
| 2018년 10월 13일 | 서울 | 대한민국 | 서울올림픽주경기장 | 통산 100,000명 |
| 2018년 10월 14일 | 서울 | 대한민국 | 서울올림픽주경기장 | 통산 100,000명 |

## 세트 리스트
- Opening VCR -
- 전사의 후예 (폭력시대)
- 늑대와 양 (Wolf & Sheep)
- 투지 (Git It Up!)
- The Way That You Like Me
- Outside Castle

- VCR #2-
- 열맞춰 (Line Up!)
- 아이야 (I Yah!)

- Ment -

- VCR #3 -
- Right Here Waiting[4](강타 Solo)

- VCR #4 -
- 시간이 멈춘 날 (Time Is [L]over) (장우혁 Solo)
- 지지 않는 태양 (장우혁 Solo)

- VCR #5 -
- HOT Knight (토니 안 Solo)

- VCR #6 -
- Pioneer (문희준 Solo)

- VCR #7 -
- I'm So Hot (이재원 Solo)
- A Better Day (이재원 Solo)

- VCR #8-
- 환희 (It's Been Raining Since You Left Me)
- 너와 나 (You& I)

- Ment - 
- 우리들의 맹세 (The Promise Of H.O.T.)

- VCR #9 -
- Candy

- Ment -
- 행복 (Full Of Happiness)
- 내가 필요할 때 (소년, 소녀 가장에게)

- Ment -

- VCR #10-
- We Are The Future

- Encore -
- Go! H.O.T.!
- Candy
- 빛 (Hope)

## 게스트
| 일정             | 게스트 |
| ---------------- | ------ |
| 2018년 10월 14일 | 양세형 |

## 특이사항 및 에피소드
- 콘서트 예매를 3일 앞두고 H.O.T.의 상표권자인 SM엔터테인먼트의 전 대표이사 김경욱이 공연기획사인 솔트이노베이션으로부터 상표권 사용법에 관한 내용증명서를 제출하여 H.O.T. 상표 사용에 차질을 빚게 되면서 부득이하게 콘서트명을 《2018 FOREVER 'High-five Of Teenager' CONCERT》로 변경해야 했다.

## 제작
- 주최, 기획 : 솔트 이노베이션
- 후원 : YES24, 옥션